# Římskokatolická farnost Schirgiswalde
Římskokatolická farnost Schirgiswalde  (německy Römisch-Katholische Pfarrei Schirgiswalde) je územní společenství římských katolíků v Schirgiswalde a přilehlých obcích. Náleží k budyšínskému děkanátu, který je jedním z osmi děkanátů drážďansko-míšeňské diecéze.

## Území farnosti
K farnosti patří tyto obce:
- Großpostwitz
- Schirgiswalde-Kirschau
- Sohland an der Spree
- Wilthen

## Kostely a kaple na území farnosti
|    | Fotografie | Kostel                                      | Místo                | Bohoslužba                 | Bohoslužba             | Zeměpisné souřadnice            | Poznámka        |
| -- | ---------- | ------------------------------------------- | -------------------- | -------------------------- | ---------------------- | ------------------------------- | --------------- |
| 1. |            | Kostel Nanebevzetí Panny Marie              | Schirgiswalde        | úterý čtvrtek pátek neděle | 8.00 10.00             | 51°4′44″ s. š., 14°25′54″ v. d. | farní kostel    |
| 2. |            | Kostel svatého Josefa                       | Großpostwitz         | středa neděle              | 8.30 10.30             | 51°7′8″ s. š., 14°26′23″ v. d.  | filiální kostel |
| 3. |            | Kostel svaté Barbory                        | Wilthen              | neděle                     | 9.00                   | 51°6′ s. š., 14°23′59″ v. d.    | filiální kostel |
| 4. |            | Kostel Všech svatých                        | Sohland an der Spree | čtvrtek sobota             | 8.30 16.30             | 51°2′24″ s. š., 14°25′24″ v. d. | filiální kostel |
| 5. |            | Kaple svatého Kříže                         | Schirgiswalde        | středa sobota              | 17.30 18.00            | 51°4′33″ s. š., 14°24′45″ v. d. | kaple           |
| 6. |            | Kaple Panny Marie v lese                    | Schirgiswalde        | neslouží se pravidelně     | neslouží se pravidelně | 51°4′30″ s. š., 14°26′5″ v. d.  | kaple           |
| 7. |            | Kaple bratra Klause                         | Schirgiswalde        | neslouží se pravidelně     | neslouží se pravidelně | 51°4′26″ s. š., 14°24′50″ v. d. | kaple           |
| 8. |            | Kaple v pečovatelském domě svatého Antonína | Schirgiswalde        | pátek                      | 10.15                  | 51°4′28″ s. š., 14°25′43″ v. d. | kaple           |
| 9. |            | Kaple svatého Ducha                         | Schirgiswalde        | neslouží se pravidelně     | neslouží se pravidelně | 51°4′43″ s. š., 14°25′55″ v. d. | hřbitovní kaple |

## Duchovní správci
- 1676–1678 Johannes Tinicides
- 1678–1681 Johann Drosche
- 1681 Anselmus Müller O. P.
- 1682–1684 Johann Anton Mosig
- 1684–1685 Matthäus Franz Fock
- 1686 Johann Georg Molitor
- 1686–1697 Tobias Ignatius Aloysius Lumpe von Erdenfeld
- 1697–1705 Tobias Leopold Protze
- 1705–1721 Johann Joseph Ignaz Freyschlag von Schmiedenthal
- 1721–1726 Peter Philipp Schmid
- 1726–1738 Christoph Joseph Arlt (Arlet)
- 1738–1743 Nikolaus Nepomuk Czösch
- 1743-1762 Johann Joseph Matjetz
- 1762-1769 Peter Waurick
- 1769–1772 Nikolaus König
- 1773–1801 Johann Adalbert Golnitz
- 1801–1813 Georg Mros
- 1813–1837 Jacob Czösch
- 1837 Chrysostomus Kolomi
- 1837–1860 Anton Kries
- 1860–1861 Jacob Wels
- 1861–1887 Jakob Sauer
- 1887 Jakob Barth
- 1887–1902 Josef Keil
- 1902–1924 Paul Kretschmer
- 1924–1960 Anton Johann Josef Mott
- 1960–1983 Hermann Scheipers
- 1983–2011 Alexander Paul
- od 2011 Martin Prause[3][4]

Od roku 2011 je duchovním správcem farář Martin Prause, spolu s kterým ve farnosti působí také kaplan Sebastian Eisner.